# Transportgeschwader 5
Das Transportgeschwader 5 war ein Verband der Luftwaffe der Wehrmacht im Zweiten Weltkrieg. Es wurde ursprünglich ab August 1942 als Kampfgeschwader z.b.V. 323 aufgestellt. Als Transportgeschwader, ausgestattet mit Transportflugzeugen vom Typ Messerschmitt Me 323, Junkers Ju 52 und der Arado Ar 232 führte es Transportaufträge durch. Das Geschwader beteiligte sich am Deutsch-Sowjetischen Krieg und am Tunesienfeldzug. Es wurde im Juli 1944 aufgelöst. 

## Aufstellung
Die I. Gruppe des Kampfgeschwaders zur besonderen Verwendung 323 (KG z.b.V. 323) wurde im August 1942 neu aufgestellt. Im November wurde die II. Gruppe des KG z.b.V. 323 gebildet, aus der ehemals selbstständigen Kampfgruppe z.b.V. 104. Als letztes wurde im Februar 1943 die III. Gruppe aus der Kampfgruppe z.b.V. 900 aufgestellt. Ein Geschwaderstab KG z.b.V. 323 existierte nicht. Alle drei Gruppen flogen mit der Messerschmitt Me 323.
Im Mai 1943 wurden die drei Gruppen in die I. bis III. Gruppe des Transportgeschwaders 5 umbenannt und ein entsprechender Geschwaderstab aufgestellt. Die drei Gruppen flogen weiterhin hauptsächlich mit der Messerschmitt Me 323 und einigen wenigen Junkers Ju 52. Lediglich die II. Gruppe flog im April/Mai 1944 auch mit fünf Arado Ar 232, die dann aber wieder abgegeben werden mussten.
Die Geschwaderkennung war C8. Das Geschwader wurde im Juli 1944 aufgelöst.

## Gliederung
Der Geschwaderkommodore und sein Stab führten die I. bis III. Gruppe die wiederum in Staffeln unterteilt waren. Die 1. bis 4. Staffel gehörte der I. Gruppe, die 5. bis 8. Staffel der II. Gruppe und die 9. bis 12. Staffel der III. Gruppe an. Jede Staffel führte ein Staffelkapitän und war in vier Ketten mit je drei Flugzeugen unterteilt. Daraus ergab sich eine Sollstärke der Transportgruppe von je 48 Flugzeugen, geführt durch den Gruppenkommandeur. Dies ergab bei drei Transportgruppen eine Sollstärke des Geschwaders von 144 Flugzeugen.

## Geschichte
Die Kampfgruppe z.b.V. 900 verlegte im Oktober 1942 auf den Flugplatz Tazinskaja (Lage) im Süden der Ostfront. Dort war sie der Luftflotte 4 unterstellt und diente mit ihren rund 50 Junkers Ju 52 ab November der Versorgung der in der Schlacht um Stalingrad eingekesselten Verbände.
Die Aufstellung des Geschwaders ist eng mit der ab September 1942 beginnenden Auslieferung der Messerschmitt Me 323 verbunden, die das größte landgestützte Transportflugzeug des Zweiten Weltkrieges ist.

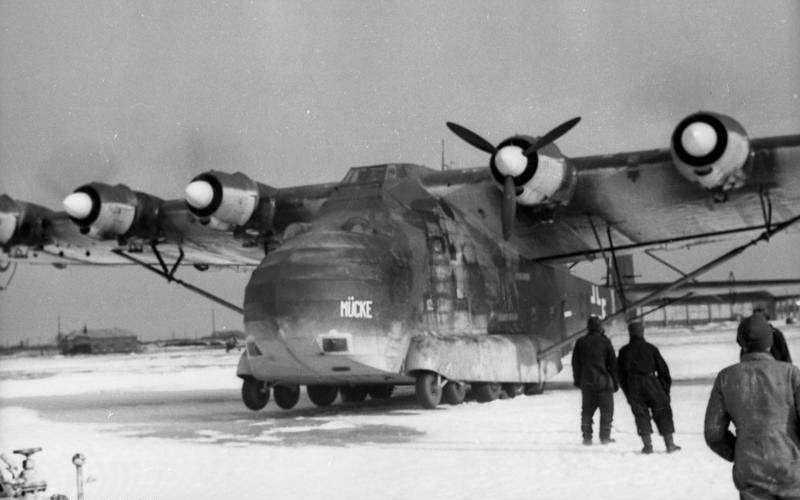
Me 323 des KG z.b.V. 323

Eingesetzt wurden die Maschinen ab November 1942 im Mittelmeerraum vom Fliegerhorst Pomigliano d’Arco (Lage). Von dort aus führten sie Nachschubtransporte für die in Nordafrika kämpfenden deutschen und italienischen Truppen durch. Das geschah häufig in größeren Gruppen von bis zu 100 Maschinen (zusammen mit Junkers Ju 52/3m), die von Messerschmitt Bf 110 begleitet wurden. Da die alliierten Luftstreitkräfte in diesem Gebiet die Luftüberlegenheit errangen, kam es zu teilweise schweren Verlusten. So wurden allein am 22. April 1943 14 Me 323 eines Betriebsstofftransports bei Cap Bon abgeschossen. Unter  den abgeschossenen Maschinen befand sich auch die Messerschmitt Me 323D-1 (Geschwaderkennung C8+AR) des Gruppenkommandeurs der II. Gruppe, Oberstleutnant Werner Stephan der von einer P-40 der SAAF abgeschossen wurde und auf dem Weg zum Lazarett verstarb. Bis zum September 1943 erfolgten die Einsätze im Mittelmeerraum. Dabei gingen etwa 65 Me 323 verloren, weitere 25 wurden beschädigt. Ab Oktober 1943 wurde das Geschwader an die Ostfront verlegt.
Von Warschau (Lage) und von Biała Podlaska (Lage) aus, flog es Transporte nach Odessa, Tiraspol, Jasionka, Galatz und zu anderen Plätzen im Süden der Ostfront. Am 13. April 1944 verlegte es nach Ziliştea (Lage) in Rumänien. Vor allem Sewastopol wurde angeflogen, unter ständigen Jagd- und Bombenangriffen des Gegners. Auf dem Hinweg bei Tag und Nacht war es vor allem Munition, Verpflegung und Nachschub, während zurück vorwiegend Verwundete transportiert wurden. Die Räumung der Krim war am 12. Mai beendet.

## Kommandeure

### Geschwaderkommodore
| Dienstgrad     | Name              | Zeit                              |
| -------------- | ----------------- | --------------------------------- |
| Oberstleutnant | Gustav Damm       | Mai 1943 bis 1944                 |
| Oberstleutnant | Guido Neundlinger | 14. März 1944 bis 30. August 1944 |

### Gruppenkommandeure
I. Gruppe
- Major Günther Mauss, 1. Mai 1943 bis 31. August 1944[10]

II. Gruppe
- Hauptmann Werner Stephan, Januar 1943 bis 22. April 1943 †[11]
- Major Hans Fischer, Mai 1943 bis 27. Mai 1943[12]
- Major Fritz Bartel, 7. Februar 1944 bis 31. August 1944[13]

III. Gruppe
- Oberstleutnant Markus Zeidler, Februar 1943 bis 14. April 1943[14]
- Oberst Alfred Wübben, 1. Mai 1943 bis 3. Juni 1943[15]
- Major Fritz Bartel, 5. Juni 1943 bis 7. Februar 1944[16]
- Major Hans-Joachim Bittner, 8. Februar 1944 bis 1. August 1944[17]